# Веле-Нзас
Веле-Нзас (порт. Wele Nzas; исп. и фр. Wele-Nzas) — одна из 7 провинций в Экваториальной Гвинее.
- Административный центр — город Монгомо.
- Площадь — 5478 км², население — 157 980 человек (2001 год).

## География
Расположена на юго-востоке Континентального региона Мбини. На западе граничит с провинцией Центро-Сур, на севере с провинцией Ке-Нтем, на востоке и юге с Габоном.

## Административное деление
Провинция делится на 6 муниципалитетов:
- Айене (Ayene)
- Аконибе (Akonibe)
- Аньисок (Añisok)
- Менгомейен (Mengomeyén)
- Монгомо (Mongomo)
- Нсорк (Nsork)